# Stazione di Moro
La stazione di Moro (毛呂駅?, Moro-eki) è una stazione ferroviaria situata nella cittadina di Moroyama della prefettura di Saitama in Giappone, ed è servita dalla linea Hachikō della JR East.

## Linee
JR East
■ Linea Hachikō

## Struttura
La stazione è dotata di due marciapiedi laterali con due binari passanti in superficie.
| 1 | ■ Linea Hachikō | per Ogawamachi, Yorii, Gunma-Fujioka e Takaski |
| 2 | ■ Linea Hachikō | per Komagawa, Haijima e Hachiōji               |

## Stazioni adiacenti
| «             | Servizio      | »             |
| Linea Hachikō | Linea Hachikō | Linea Hachikō |
| ------------- | ------------- | ------------- |
| Ogose         | Locale        | Komagawa      |